# Воронковидные цветки
Воронкови́дные цветки́ — один из пяти типов цветков растений семейства Сложноцветные (лат. Compositae). Бесполые зигоморфные цветки; трубка венчика длинная, изогнутая, кверху сильно расширенная. Число зубцов больше, чем у трубчатых цветков, из-за частичного расщепления свободных верхушек лепестков.
Цветки воронковидной формы также характерны для многих видов семейства Вьюнковые (Convolvulaceae).